# 琼丘农
琼丘农（Jhunjhunun，又译琼丘努），是印度拉贾斯坦邦琼丘农县的一个城镇，为该县的首府。总人口100476（2001年）。

## 人口
该地2001年总人口100476人，其中男性52814人，女性47662人；0—6岁人口17912人，其中男9918人，女7994人；识字率59.78%，其中男性为68.78%，女性为49.82%。